# Jõgeveste
Jõgeveste est un village de la commune de Tõrva situé dans le comté de Valga en Estonie. En 2019, la population s'élevait à 155 habitants.

## Géographie
Le village est situé à 6 km à l'est de la ville de Tõrva et est formé d'un habitat dispersé le long de la Petite Emajõgi.

## Histoire
L’endroit a été mentionné sous le nom de Jeggewicz en 1599, nommant un petit village, mais le domaine est plus ancien et formé bien avant la guerre de Livonie. Gerdt von Becke en est propriétaire au XVIe siècle, et le domaine est donc renommé en Beckhof ; il est rebaptisé Tepelshof en 1638. Les terres se séparent du domaine de Helmet en 1718. Du temps de l’Empire russe, les terres font partie de la paroisse d’Helmet et du district de Fellin.
Le dernier propriétaire, avant les nationalisations d’octobre 1919 qui exproprient la noblesse terrienne après l’indépendance estonienne, fut le baron Georg von zur Mühlen. Le manoir a été entièrement détruit pendant la Seconde Guerre mondiale et il n’en reste plus rien.
Le village fait partie de la commune de Helme jusqu'à la réorganisation administrative d'octobre 2017 où celle-ci est supprimée et réunie au sein de la nouvelle commune de Tõrva.

## Le mausolée Barclay de Tolly
La famille Barclay de Tolly est propriétaire par mariage du domaine à la fin du XVIIIe siècle. D’origine écossaise, elle s’était installée en Livonie au XVIIe siècle et avait fait souche dans les provinces baltes. Le membre le plus connu de cette famille est le maréchal Michel Barclay de Tolly (1761-1818) qui combattit Napoléon. Celui-ci une fois à la retraite faisait de fréquents séjours dans le domaine de Tepelshof qui appartenait à sa femme, née Hélène Éléonore von Smitten (1770-1828), qu’il avait épousée en 1791. Barclay de Tolly mourut à Insterbourg en 1818 au cours d’un voyage qui devait le mener en Bohême, et l’on enterra son corps embaumé à Tepelshof. Le mausolée de style Empire se trouve à quelques kilomètres de l’ancien manoir, au bord de la rive ouest du Kleiner Embach (Petite Emajõgi). C’est depuis les années 1970 un musée, établi à l’époque de la République socialiste soviétique d'Estonie, auquel mène une belle allée de sapins.
Le mausolée a été édifié en 1823 par l’architecte pétersbourgeois Apollon Chtchedrine. On remarque au-dessus du portique les armes de la famille et la mention en russe « Fidélité et Patience » (Верность и терпение). L’intérieur est décoré de porphyre, de marbre, de bronze et de granite. On remarque l’obélisque de quatre mètres de hauteur avec le buste du maréchal et la statue d’Athéna, déesse de la guerre qui tient une couronne de laurier au-dessus de la tête de Barclay de Tolly. Une statue de femme symbolisant la Fidélité s’appuie sur le monument du maréchal. Le bas-relief représente l’entrée victorieuse de Barclay de Tolly à Paris, le 31 mars 1814. L’intérieur du monument est décoré par Vassili Demuth-Malinovski (1779-1846) qui décora aussi le monument du maréchal à Dorpat (aujourd’hui Tartu).
Le sarcophage du maréchal et celui de sa veuve se trouvent dans la crypte. Leur fils unique, Ernst Magnus Barclay de Tolly (1798-1871), est enterré à côté du mausolée, avec son épouse Léocadie (1807-1852). On trouve aussi un monument à la mémoire des soldats soviétiques tombés en 1944, lorsque la Wehrmacht a été chassée par eux du pays.

## Galerie

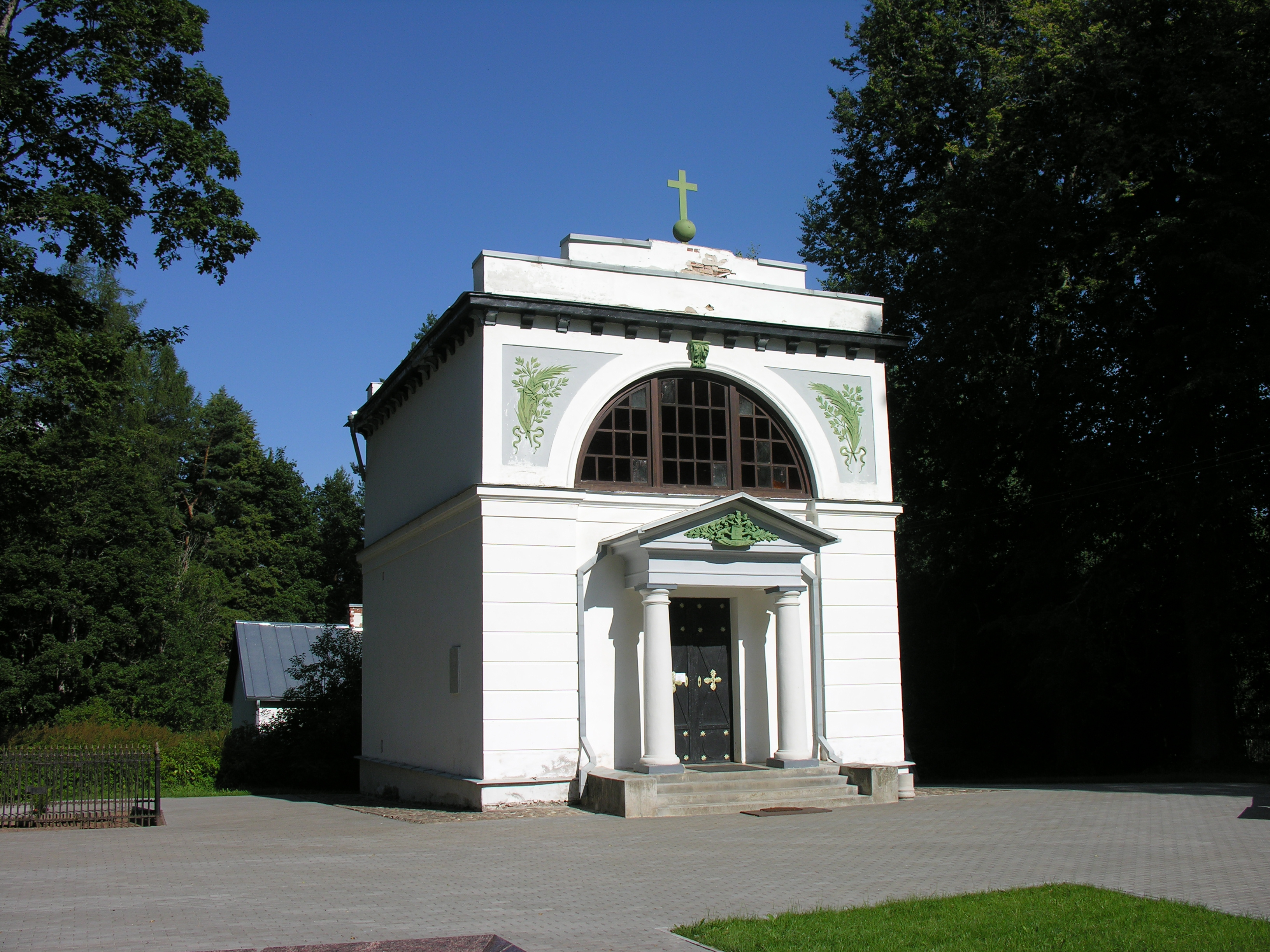
Extérieur du mausolée
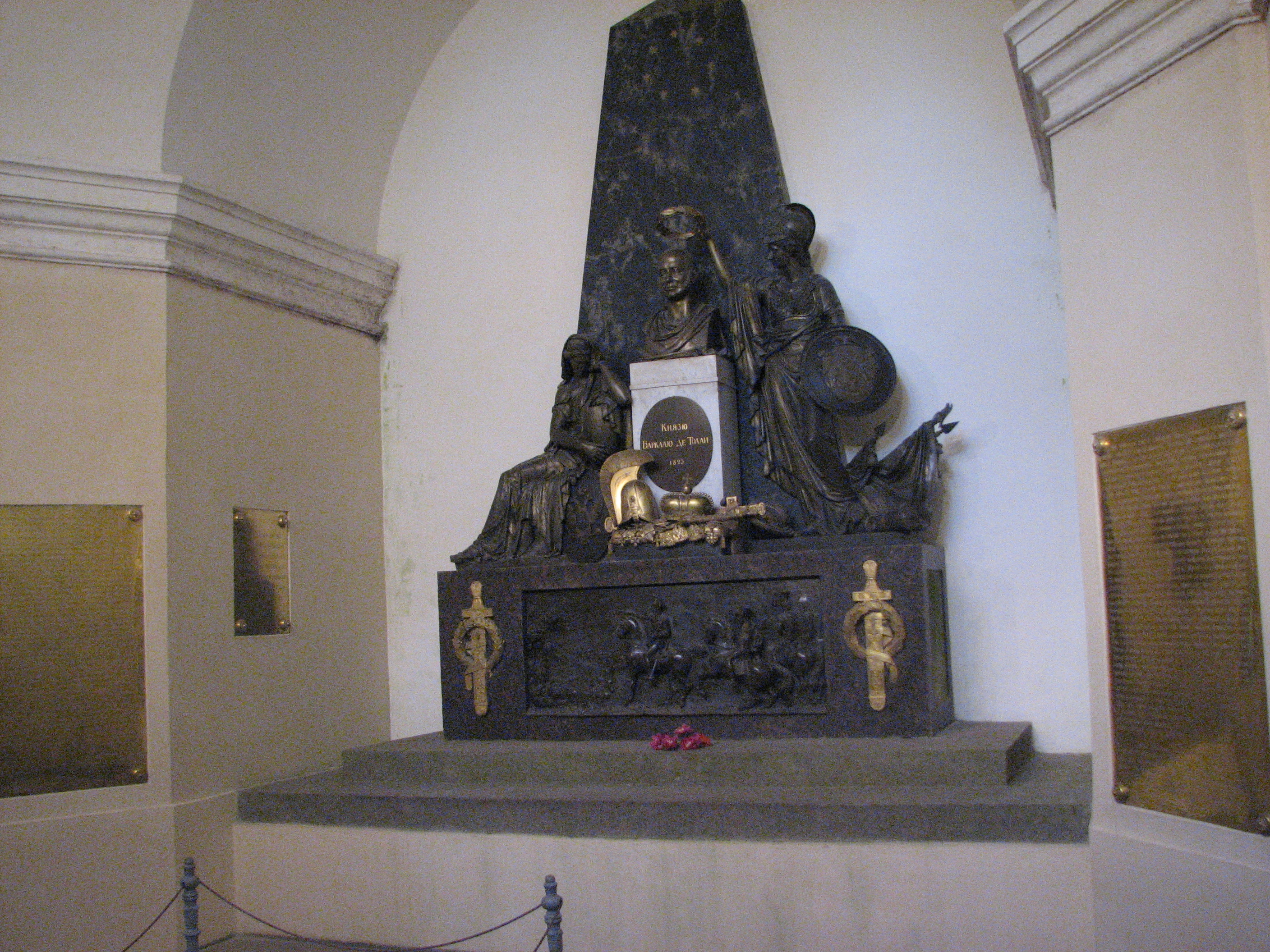
Intérieur du mausolée
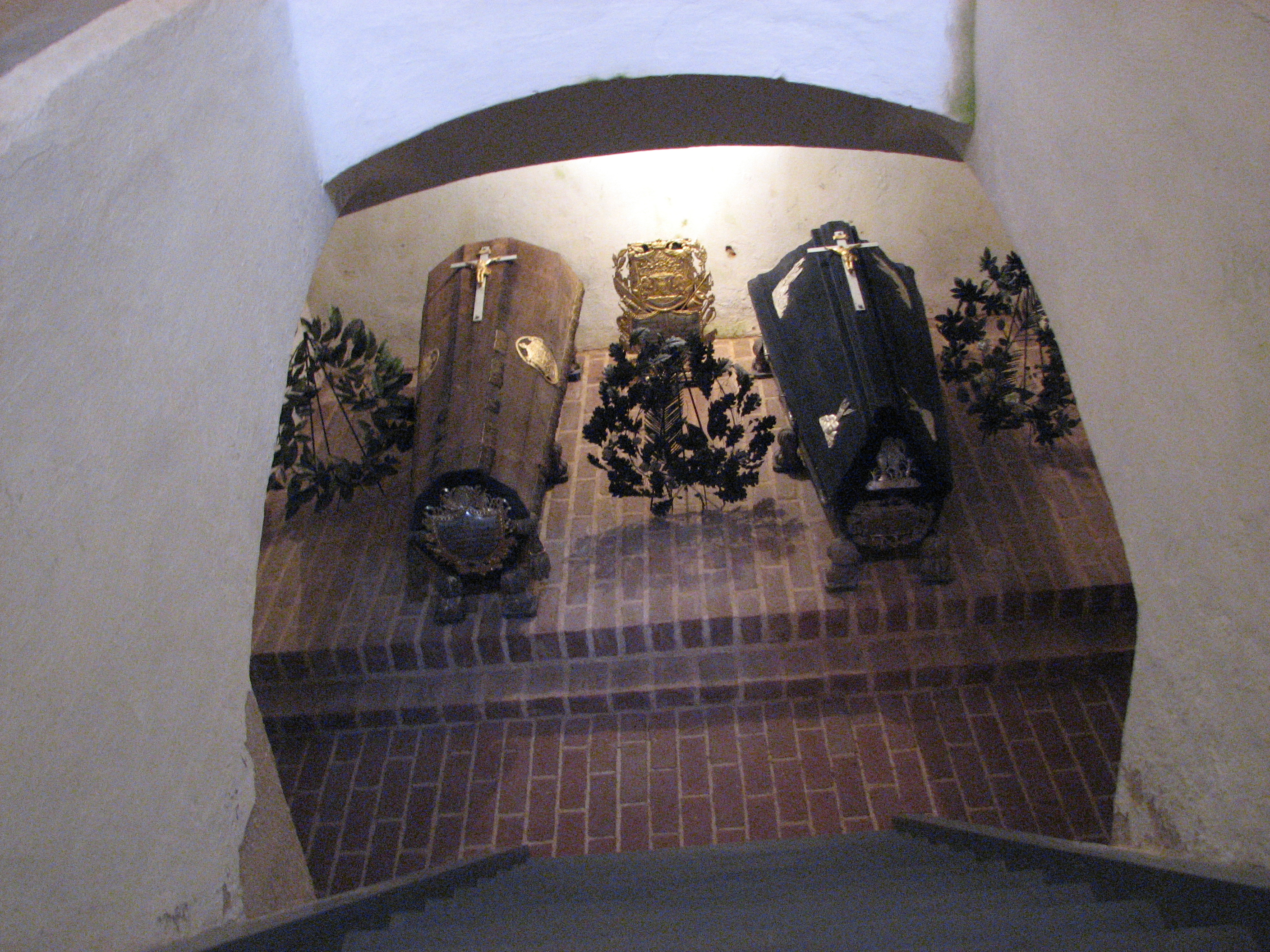
Vue de la crypte avec les sarcophages des époux Barclay de Tolly
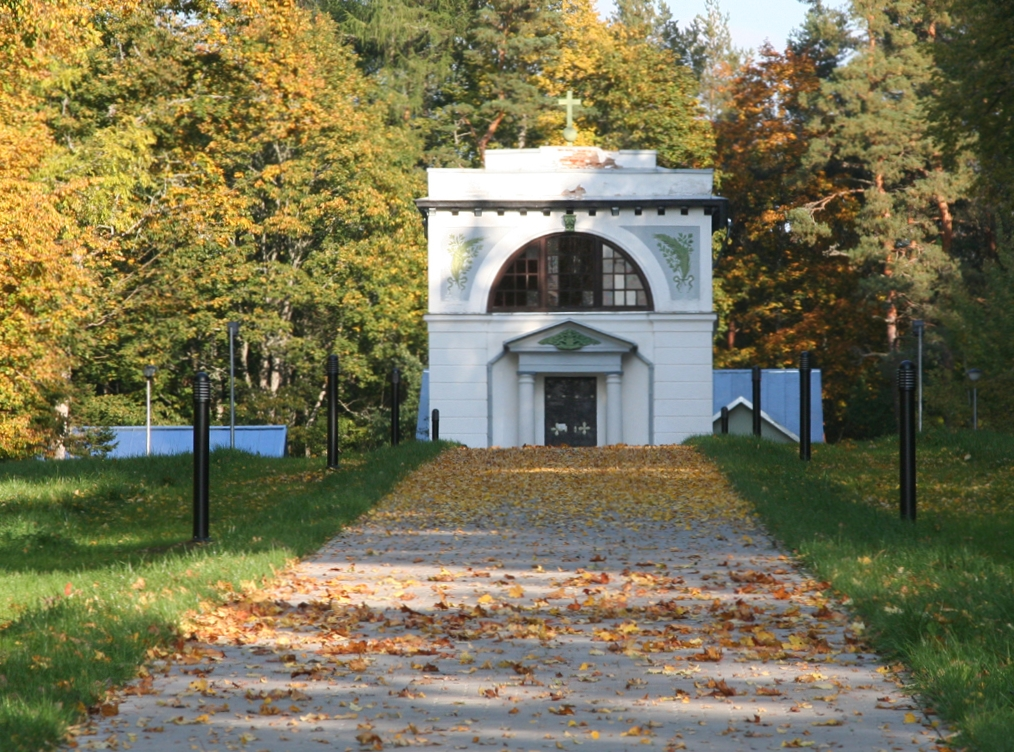
Le mausolée en automne